# Фолкстеатър
Фолкстеатър е основан през 1889 г. по молба на жителите на Виена (включително и драматурга Лудвиг Анценгрубер и мебелиста Михаел Тонет), който да е противоположност на Императорския театър.
Театърът е основан с цел популяризиране на класически и съвременни творби сред широките слоеве на жителите на града. Репертоарът включва както класическите произведения, така и по-съвременни такива, със специален акцент върху трудовете на австрийски артисти, в това число, Фердинанд Раймунд и Йохан Нестрой. Намира се в Нойбау, седмият окръг на Виена.